# Billy Taylor Jr.
William Gordon Taylor (Kincaid, 14 ottobre 1942 – 8 settembre 1979) è stato un hockeista su ghiaccio canadese che nel corso della carriera ha giocato nella National Hockey League.

## Carriera
Taylor seguì le orme paterne, infatti anche Billy Taylor Sr. giocò per diverse stagioni nella National Hockey League. Iniziò a giocare ad hockey militando per tre anni nella Ontario Hockey Association con la maglia dei Guelph Royals. Durante quegli anni fece le sue prime esperienze fra i professionisti disputando alcuni incontri nella Eastern Professional Hockey League.
Nel 1963 entrò stabilmente nell'organizzazione dei New York Rangers, giocando per due anni soprattutto con i St. Paul Rangers nella Central Hockey League. Nell'autunno del 1964 riuscì a fare il proprio esordio nella NHL giocando due partite con i Rangers.
Nel 1965 si trasferì presso i Chicago Blackhawks tuttavia non giocò mai in NHL, trascorrendo invece le due stagioni successive nelle leghe minori nordamericane come la CHL con i St. Louis Braves e l'American Hockey League con i Buffalo Bisons.
Nell'estate del 1967 in occasione dell'NHL Expansion Draft Taylor venne selezionato dai Minnesota North Stars, tuttavia ancora una volta fu prestato in CHL ai Memphis South Stars. Si ritirò dall'attività agonistica nel 1968.